# Индиго (цвет)
Инди́го — разновидность синего цвета, средний между тёмно-синим и фиолетовым. В спектре видимого света излучение цвета индиго занимает участок между 420 и 450 нм. Название произошло от растения индиго, произрастающего в Индии, из которого добывали соответствующий краситель, также называемый индиго, широко использовавшийся для окраски одежды, в основном из денима. В английском цвет так и называется — «indian blue».
И. Ньютон, выделяя в радуге семь цветов, указывал среди них индиго. В радуге этот цвет он помещал между голубым и фиолетовым. По традиции, восходящей к И. Ньютону, индиго включают в классический семицветный оптический спектр.